# Боруцино (Західнопоморське воєводство)
Боруцино (пол. Borucino, нім. Brosland) — село в Польщі, у гміні Полчин-Здруй Свідвинського повіту Західнопоморського воєводства.
У 1975-1998 роках село належало до Кошалінського воєводства.